# Żeglarstwo na Letnich Igrzyskach Olimpijskich 1972
Zawody zostały przeprowadzone w Kilonii między 29 sierpnia a 8 września 1972 w sześciu konkurencjach. Po raz pierwszy na igrzyskach rozegrano regaty w klasie Tempest oraz w klasie Soling. W zawodach wystartowało 323 zawodników z 42 krajów.

## Finn
| Złoto                 | Punktacja | Srebro                      | Punktacja | Brąz                  | Punktacja |
| Francja · Serge Maury | 58,0      | Grecja · Ilias Chadzipawlis | 71,0      | ZSRR · Wiktor Potapow | 74,7      |

## Klasa Star
| Złoto                                    | Punktacja | Srebro                                         | Punktacja | Brąz                                   | Punktacja |
| Australia · David Forbes · John Anderson | 28,1      | Szwecja · Pelle Petterson · Stellan Westerdahl | 44,0      | RFN · Karsten Meyer · Wilhelm Kuhweide | 44,4      |

## Klasa Dragon
| Złoto                                             | Punktacja | Srebro                                                  | Punktacja | Brąz                                                           | Punktacja |
| Australia · John Cuneo · John Shaw · Tom Anderson | 13,7      | NRD · Karl-Heinz Thun · Konrad Weichert · Paul Borowski | 41,7      | Stany Zjednoczone · Charles Horter · Don Cohan · John Marshall | 47,7      |

## Soling
| Złoto                                                              | Punktacja | Srebro                                                                 | Punktacja | Brąz                                          | Punktacja |
| Stany Zjednoczone · Buddy Melges · William Allen · William Bentsen | 8,7       | Szwecja · Stefan Krook · Bo Knape · Stig Wennerström · Lennart Roslund | 31,7      | Kanada · Dave Miller · John Ekels · Paul Côté | 47,1      |

## Latający Holender
| Złoto                                                   | Punktacja | Srebro                            | Punktacja | Brąz                             | Punktacja |
| Wielka Brytania · Christopher Davies · Rodney Pattisson | 22,7      | Francja · Marc Pajot · Yves Pajot | 40,7      | RFN · Peter Naumann · Ulli Libor | 51,1      |

## Tempest
| Złoto                                    | Punktacja | Srebro                                     | Punktacja | Brąz                                         | Punktacja |
| ZSRR · Walentin Mankin · Witalij Dyrdyra | 28,1      | Wielka Brytania · Alan Warren · Dawid Hunt | 34,4      | Stany Zjednoczone · Glen Foster · Peter Dean | 47,7      |

## Kraje uczestniczące
W zawodach wzięło udział 323 zawodników z 42 krajów
| - Argentyna (9) - Austria (12) - Australia (13) - Bahamy (8) - Belgia (4) - Bermudy (7) - Brazylia (10) - Czechosłowacja (1) - Dania (11) - Francja (12) | - Filipiny (3) - Finlandia (7) - Grecja (7) - Hiszpania (7) - Holandia (5) - Hongkong (4) - Indie (3) - Irlandia (9) - Izrael (2) - Jamajka (3) | - Japonia (3) - Jugosławia (3) - Kanada (14) - Meksyk (6) - NRD (11) - Norwegia (13) - Nowa Zelandia (9) - Polska (11) - Portoryko (5) - Portugalia (6) | - RFN (13) - Tajwan (1) - Stany Zjednoczone (13) - Szwajcaria (10) - Szwecja (14) - Tajlandia (3) - Trynidad i Tobago (2) - Węgry (5) - Wielka Brytania (13) - Włochy (10) | - Wyspy Dziewicze Stanów Zjednoczonych (8) - ZSRR (13) |

## Klasyfikacja medalowa
| Lp. | Państwo           |   |   |   | Razem |
| --- | ----------------- | - | - | - | ----- |
| 1.  | Australia         | 2 | 0 | 0 | 2     |
| 2.  | Francja           | 1 | 1 | 0 | 2     |
| 2.  | Wielka Brytania   | 1 | 1 | 0 | 2     |
| 4.  | Stany Zjednoczone | 1 | 0 | 2 | 3     |
| 5.  | ZSRR              | 1 | 0 | 1 | 2     |
| 6.  | Szwecja           | 0 | 2 | 0 | 2     |
| 7.  | Grecja            | 0 | 2 | 0 | 1     |
| 7.  | NRD               | 0 | 1 | 0 | 1     |
| 9.  | RFN               | 0 | 0 | 2 | 2     |
| 10. | Kanada            | 0 | 0 | 1 | 1     |